# Völkischer Beobachter
Tờ Völkischer Beobachter (phát âm [ˈfœlkɪʃɐ bəˈʔoːbaχtɐ]; tạm dịch: 'Người quan sát Nhân dân'; viết tắt: VB) là cơ quan ngôn luận của Đảng Công nhân Đức Quốc gia Xã hội chủ nghĩa (NSDAP) từ 1920 đến 1945. Khác với các tờ báo dân sự khác, Völkischer Beobachter tự mô tả là một "Kampfblatt", với nội dung mang nhiều tính cổ động hơn là cập nhật tin tức cho độc giả. Do đó, văn phong và bố cục của VB thường được các nhà nghiên cứu đem ra so sánh với các tờ áp phích và được mô tả là "nói nhiều hơn viết".
Ban đầu, Völkischer Beobachter được phát hành tuần 2 lần, nhưng kể từ ngày 8 tháng 2 năm 1923 thì nó trở thành một tờ nhật báo. Tháng 11 năm 1923, sau khi Hitler bị bắt vì lãnh đạo cuộc đảo chính quán bia, tờ báo này bị cấm lưu hành. Sau khi lệnh cấm được dỡ bỏ vào tháng 2 năm 1925, Völkischer Beobachter phát triển về quy mô một cách nhanh chóng song song với những thành công mà Đảng Quốc Xã gặt hái được, qua đó trở thành một trong những tờ báo lớn nhất tại Đức. Với một số lượng độc giả lớn mạnh, Völkischer Beobachter được xem là một công cụ hữu hiệu trong bộ máy tuyên truyền của chế độ quốc xã.

## Lịch sử
Völkischer Beobachter có nguồn gốc từ tờ Münchener Beobachter – xuất bản lần đầu vào ngày 2 tháng 1 năm 1887. Năm 1900, tờ báo này được một người tên là Franz Eher mua lại. Trụ sở tòa soạn nằm tại một ngôi nhà ba tầng, ít nổi bật, tọa lạc tại số 11 Thierschstraße, gần Quảng trường Cổng Isar bên trong nội thành München. Sau khi Eher qua đời vào năm 1918, quyền sở hữu tờ báo được vợ ông ta chuyển giao cho Rudolf von Sebottendorf của Hội Thule với giá 5.000 ℳ (Mark). Cái tên Münchener Beobachter ban đầu vẫn được giữ nguyên, tuy nhiên phía dưới ghi thêm dòng chữ "Sportblatt" (báo thể thao). Sang tháng 8 năm 1919, tờ báo được đổi tên thành Völkischer Beobachter, dịch nôm na là "Người quan sát Nhân dân" (xem Phong trào Völkisch). Sau gần 2 năm chuyển sang chủ mới, tờ báo tích lũy một khoản nợ lên gần 300.000 ℳ và đứng trước nguy cơ phá sản.
Tờ báo được Đảng Quốc Xã mua lại vào ngày 17 tháng 12 năm 1920 với giá 100.000 ℳ. Adolf Hitler trở thành cổ đông bên cạnh em gái và cô bạn gái giàu có của Sebottendorf là Dora Kunze và Käthe Bierbaumer, người về sau đã trở thành một trong những người bảo trợ tài chính của Hitler. Ngay ngày hôm sau, VB được tuyên bố là cơ quan ngôn luận chính thức của Đảng Quốc Xã. Hugo Machhaus trở thành tổng biên tập của báo từ ngày 25 tháng 12 năm 1920 đến ngày 15 tháng 5 năm 1921, tiếp nối bởi Hermann Esser từ ngày 15 tháng 5 đến ngày 12 tháng 8 năm 1921. Dietrich Eckart – người trước đó từng đứng ra làm trung gian vay hơn 60.000 ℳ từ Thiếu tướng Franz Ritter von Epp để dùng cho thương vụ mua lại Völkischer Beobachter – đã kế nhiệm Esser và trở thành tổng biên tập. Bản thân Hitler chắp bút lượng lớn bài cho VB, nhưng kể từ sau năm 1922 thì ông ít viết bài hơn, song vẫn là chủ bút cho đến ngày 30 tháng 4 năm 1933.
Số lượng phát hành của VB ban đầu nằm vào khoảng 8.000 bản/ngày, tăng lên 30.000 vào mùa thu năm 1923 do nhu cầu tăng mạnh nhân sự kiện liên quân Pháp – Bỉ chiếm đóng vùng Ruhr. Sau thất bại của cuộc đảo chính quán bia 9 tháng 11 năm 1923, tờ báo bị cấm lưu hành cho đến ngày 26 tháng 2 năm 1925 khi Đảng Quốc Xã được phép hoạt động trở lại. Kể từ ngày 1 tháng 2 năm 1927, Völkischer Beobachter được phát hành dưới hai phiên bản khác nhau, một trên phạm vi cả nước và một tại Bayern. Năm 1929, số lượng phát hành của VB chỉ nằm dưới ngưỡng 20.000 bản, nhưng rồi tăng lên gần 40.000 vào năm 1930 và đạt mốc 100.000 trong cuộc bầu cử Quốc hội Đức vào ngày 14 tháng 9 năm 1930, khiến nó trở thành một trong những tờ báo lớn nhất nước Đức.
Kể từ tháng 3 năm 1930, VB ra mắt thêm phiên bản khu vực Berlin, song đến ngày 15 tháng 3 năm 1931 thì phải ngừng phát hành. Quãng đường từ xưởng in ở München tới Berlin là quá xa, khiến nội dung lẫn thời gian của báo trở nên không thú vị và thiếu sức hút đối với độc giả thủ đô. Chỉ khoảng 1 năm sau, Đảng Quốc Xã đã mở thêm một xưởng in tại Berlin, và kể từ ngày 1 tháng 1 năm 1933 lại tiếp tục phát hành thêm hai phiên bản địa phương khác, một phiên bản Berlin và một phiên bản Miền Bắc nước Đức. Không lâu sau, VB phát hành thêm một phiên bản Miền Nam nước Đức và sau sự kiện Anschluss năm 1938 thì ra mắt thêm phiên bản Viên.
Kể từ tháng 2 năm 1941, Völkischer Beobachter bỏ hẳn kiểu chữ Fraktur vốn thịnh hành tại Đức vào thời điểm đó và chuyển sang dùng kiểu chữ Antiqua hiện đại hơn, cho rằng nó "trang nhã và rõ ràng", còn Fraktur là "chữ của bọn Do Thái". Số lượng phát hành tăng mạnh nhờ những thành công của Đảng Quốc Xã, từ 120.000 bản bán hàng ngày vào năm 1931, con số này đã cán mốc 500.000 vào năm 1938 và đạt đỉnh điểm 1.700.000 bản vào năm 1944. Völkischer Beobachter ngừng hoạt động vào cuối tháng 4 năm 1945, ít ngày trước khi nước Đức đầu hàng. Số báo cuối cùng ngày 30 tháng 4 năm 1945 mà VB "giật tít" với tiêu đề Großschlacht um Bayern (Đại chiến tại Bayern) đã không kịp phân phối tới độc giả do quân Mỹ ập đến quá nhanh.